# Zwemmen op de Olympische Zomerspelen 2020 – 200 meter vrije slag vrouwen
De 200 meter vrije slag vrouwen op de Olympische Zomerspelen 2020 vond plaats op 26 juli met de series, en op 27 juli met de halve finales, en op 28 juli 2021 met de finale. Na afloop van de series kwalificeerden de zestien snelste zwemmers zich voor de halve finales, de snelste acht uit de halve finales gingen door naar de finale. Regerend olympisch kampioene was Katie Ledecky].

## Records
Voorafgaand aan het toernooi waren dit het wereldrecord en het olympisch record
| Wereldrecord     | Federica Pellegrini | 1.52,98 | Rome   | 29 juli 2009 |
| Olympisch record | Allison Schmitt     | 1.53,61 | Londen | 31 juli 2012 |

## Uitslagen

### Series
| Rang | Serie | Baan | Naam                     | Land             | Tijd    | Bijz. |
| ---- | ----- | ---- | ------------------------ | ---------------- | ------- | ----- |
| 1    | 2     | 4    | Katie Ledecky            | Verenigde Staten | 1.55,28 | Q     |
| 2    | 2     | 6    | Penny Oleksiak           | Canada           | 1.55,38 | Q     |
| 3    | 4     | 4    | Ariarne Titmus           | Australië        | 1.55,88 | Q     |
| 4    | 2     | 5    | Madison Wilson           | Australië        | 1.55,87 | Q     |
| 5    | 4     | 6    | Summer McIntosh          | Canada           | 1.56,11 | Q     |
| 6    | 4     | 5    | Yang Junxuan             | China            | 1.56,17 | Q     |
| 7    | 3     | 6    | Barbora Seemanová        | Tsjechië         | 1.56,38 | Q     |
| 8    | 3     | 5    | Siobhan Haughey          | Hongkong         | 1.56,48 | Q     |
| 9    | 3     | 2    | Isabel Gose              | Duitsland        | 1.56,80 | Q     |
| 10   | 2     | 3    | Charlotte Bonnet         | Frankrijk        | 1.56,88 | Q     |
| 11   | 3     | 3    | Freya Anderson           | Groot-Brittannië | 1.56,96 | Q     |
| 12   | 4     | 3    | Allison Schmitt          | Verenigde Staten | 1.57,10 | Q     |
| 13   | 4     | 7    | Annika Bruhn             | Duitsland        | 1.57,15 | Q     |
| 14   | 2     | 7    | Erika Fairweather        | Nieuw-Zeeland    | 1.57,26 | Q     |
| 15   | 3     | 4    | Federica Pellegrini      | Italië           | 1.57,33 | Q     |
| 16   | 3     | 7    | Valeria Salamatina       | Russische ploeg  | 1.58,33 | Q     |
| 17   | 2     | 1    | Janja Šegel              | Slovenië         | 1.58,38 |       |
| 18   | 3     | 1    | Joanna Evans             | Bahama's         | 1.58,40 |       |
| 19   | 4     | 1    | Andrea Murez             | Israël           | 1.58,97 |       |
| 20   | 4     | 2    | Li Bingjie               | China            | 1.59,03 |       |
| 21   | 2     | 2    | Veronika Androesenko     | Russische ploeg  | 1.59,17 |       |
| 22   | 3     | 8    | Snæfríður Jórunnardóttir | IJsland          | 2.00,20 |       |
| 23   | 4     | 8    | Elisbet Gámez            | Cuba             | 2.00,56 |       |
| 24   | 1     | 4    | Ieva Maļuka              | Letland          | 2.03,75 |       |
| 25   | 1     | 3    | Beatriz Padrón           | Costa Rica       | 2.04,56 |       |
| 26   | 2     | 8    | Nguyễn Thị Ánh Viên      | Vietnam          | 2.05,30 |       |
| 27   | 1     | 5    | Gabriela Santis          | Guam             | 2.07,24 |       |
| 28   | 1     | 6    | Lina Khiyara             | Marokko          | 2.08,80 |       |
| 29   | 1     | 2    | Gabriella Doueihy        | Libanon          | 2.11,29 |       |

### Halve finales
| Rang | Serie | Baan | Naam                | Land             | Tijd    | Bijz. |
| ---- | ----- | ---- | ------------------- | ---------------- | ------- | ----- |
| 1    | 1     | 5    | Ariarne Titmus      | Australië        | 1.54,82 | Q     |
| 2    | 1     | 6    | Siobhan Haughey     | Hongkong         | 1.55,16 | Q     |
| 3    | 2     | 4    | Katie Ledecky       | Verenigde Staten | 1.55,34 | Q     |
| 4    | 1     | 3    | Yang Junxuan        | China            | 1.55,98 | Q     |
| 5    | 2     | 6    | Barbora Seemanová   | Tsjechië         | 1.56,44 | Q     |
| 6    | 1     | 4    | Penny Oleksiak      | Canada           | 1.56,39 | Q     |
| 7    | 2     | 8    | Federica Pellegrini | Italië           | 1.56,44 | Q     |
| 8    | 2     | 5    | Madison Wilson      | Australië        | 1.56,58 | Q     |
| 9    | 2     | 3    | Summer McIntosh     | Canada           | 1.56,82 |       |
| 10   | 1     | 7    | Allison Schmitt     | Verenigde Staten | 1.56,87 |       |
| 11   | 2     | 2    | Isabel Gose         | Duitsland        | 1.57,07 |       |
| 12   | 2     | 7    | Freya Anderson      | Groot-Brittannië | 1.57,10 |       |
| 13   | 1     | 2    | Charlotte Bonnet    | Frankrijk        | 1.57,35 |       |
| 14   | 2     | 1    | Annika Bruhn        | Duitsland        | 1.57,62 |       |
| 15   | 1     | 8    | Valeriya Salamatina | Russische ploeg  | 1.58,98 |       |
| 16   | 1     | 1    | Erika Fairweather   | Nieuw-Zeeland    | 1.59,14 |       |

### Finale
| Rang   | Baan | Naam                | Land             | Tijd    | Bijz. |
| ------ | ---- | ------------------- | ---------------- | ------- | ----- |
| Goud   | 4    | Ariarne Titmus      | Australië        | 1.53,50 | OR    |
| Zilver | 5    | Siobhan Haughey     | Hongkong         | 1.53,92 |       |
| Brons  | 7    | Penny Oleksiak      | Canada           | 1.54,70 |       |
| 4      | 6    | Yang Junxuan        | China            | 1.55,01 |       |
| 5      | 3    | Katie Ledecky       | Verenigde Staten | 1.55,21 |       |
| 6      | 2    | Barbora Seemanová   | Tsjechië         | 1.55,45 |       |
| 7      | 1    | Federica Pellegrini | Italië           | 1.55,91 |       |
| 8      | 8    | Madison Wilson      | Australië        | 1.56,39 |       |